# 马勒卢瓦
马勒卢瓦（法語：Malleloy，法語發音：[mal(ə)lwa]）是法国默尔特-摩泽尔省的一个市镇，位于该省南部，属于南锡区。

## 地理
马勒卢瓦（48°47'41"N, 6°9'45"E）面积4.06 平方千米，位于法国大東部大區默尔特-摩泽尔省，该省份为法国东北部内陆省份，是洛林的一部分，北邻比利时、卢森堡，北起顺时针与摩泽尔省、下莱茵省、孚日省和默兹省接壤。
与马勒卢瓦接壤的市镇（或旧市镇、城区）包括：布克西耶尔欧达姆、屈斯蒂讷、福村。

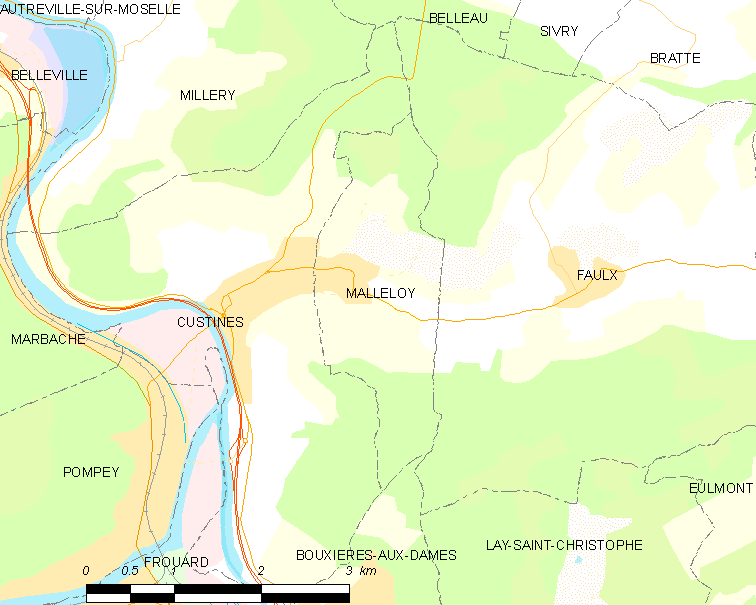
马勒卢瓦的OSM定位图

马勒卢瓦的时区为UTC+01:00、UTC+02:00（夏令时）。

## 行政
马勒卢瓦的邮政编码为54670，INSEE市镇编码为54338。

## 政治
马勒卢瓦所属的省级选区为塞耶-默尔特河间县。

## 人口

1962-2008年间马勒卢瓦人口变化图示

马勒卢瓦于2022年1月1日时的人口数量为986人。